# Vaux-Champagne
Pour les articles homonymes, voir Vaux et Champagne.
Vaux-Champagne est une commune française, située dans le département des Ardennes en région Grand Est.

## Géographie
| Givry                |                | Attigny               |
| Saulces-Champenoises | Vaux-Champagne | Sainte-Vaubourg       |
| Pauvres              |                | Coulommes-et-Marqueny |

### Hydrographie
La commune est dans la région hydrographique « la Seine du confluent de l'Oise (inclus) à l'embouchure » au sein du bassin Seine-Normandie. Elle est drainée par le cours d'eau 01 de la commune de Chuffilly-Roche, le cours d'eau 01 de la commune de Vaux-Champagne et divers autres petits cours d'eau,.

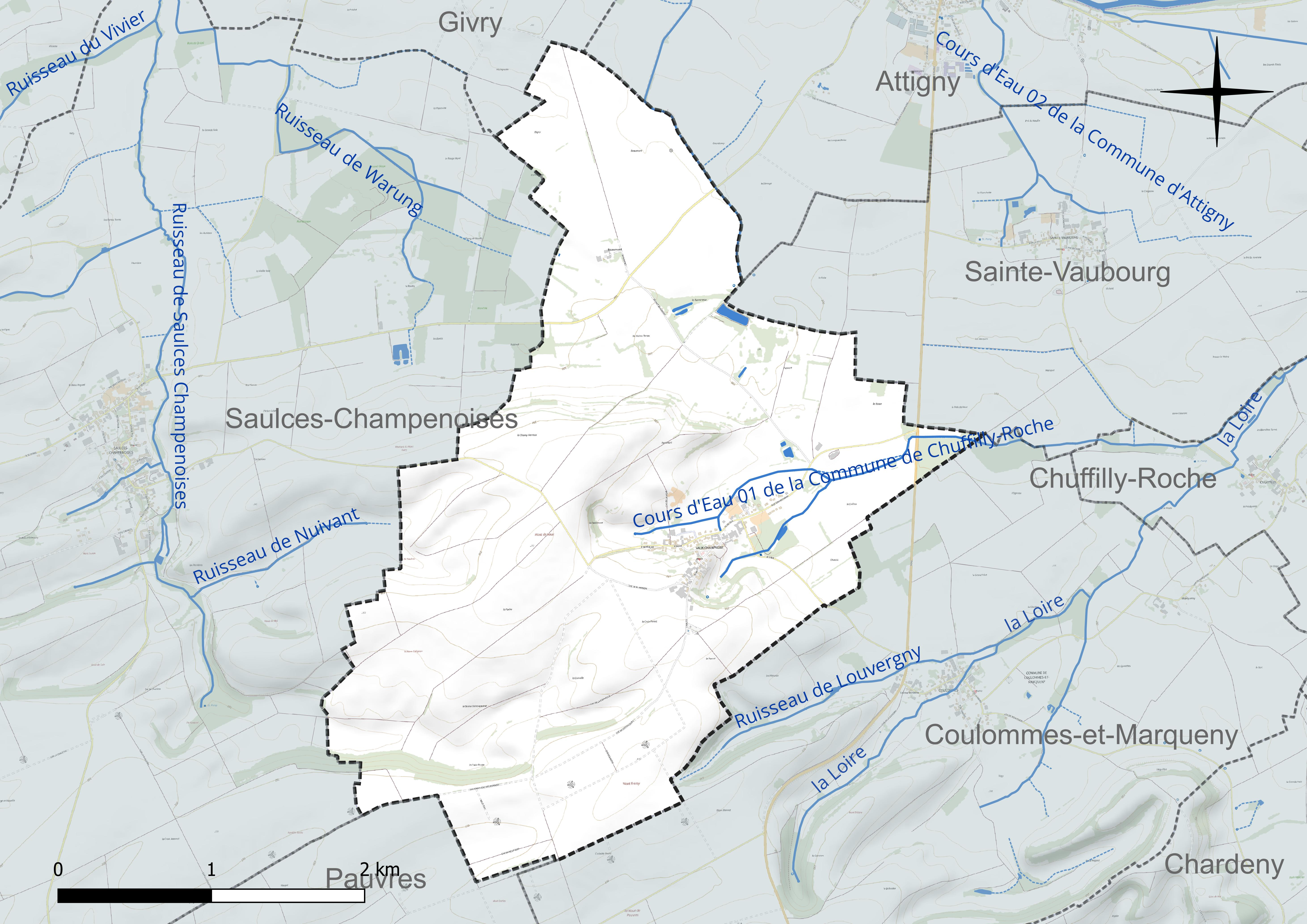
Réseau hydrographique de Vaux-Champagne.

### Climat
Pour des articles plus généraux, voir Climat du Grand Est et Climat des Ardennes.
En 2010, le climat de la commune est de type climat des marges montargnardes, selon une étude du Centre national de la recherche scientifique s'appuyant sur une série de données couvrant la période 1971-2000. En 2020, Météo-France publie une typologie des climats de la France métropolitaine dans laquelle la commune est exposée à un climat océanique altéré et est dans la région climatique  Nord-est du bassin Parisien, caractérisée par un ensoleillement médiocre, une pluviométrie moyenne régulièrement répartie au cours de l’année et un hiver froid (3 °C). 
Pour la période 1971-2000, la température annuelle moyenne est de 10,4 °C, avec une amplitude thermique annuelle de 15,6 °C. Le cumul annuel moyen de précipitations est de 802 mm, avec 12,6 jours de précipitations en janvier et 8,8 jours en juillet. Pour la période 1991-2020, la température moyenne annuelle observée sur la station météorologique de Météo-France la plus proche, « Saulces-Champenoises », sur la commune de Saulces-Champenoises à 4 km à vol d'oiseau, est de 11,0 °C et le cumul annuel moyen de précipitations est de 691,6 mm. 
La température maximale relevée sur cette station est de 41,1 °C, atteinte le 25 juillet 2019 ; la température minimale est de −13,9 °C, atteinte le 7 février 2012,,. 
Les paramètres climatiques de la commune ont été estimés pour le milieu du siècle (2041-2070) selon différents scénarios d'émission de gaz à effet de serre à partir des nouvelles projections climatiques de référence DRIAS-2020. Ils sont consultables sur un site dédié publié par Météo-France en novembre 2022.

## Urbanisme

### Typologie
Au 1er janvier 2024, Vaux-Champagne est catégorisée commune rurale à habitat dispersé, selon la nouvelle grille communale de densité à 7 niveaux définie par l'Insee en 2022.
Elle est située hors unité urbaine et hors attraction des villes,.

### Occupation des sols
L'occupation des sols de la commune, telle qu'elle ressort de la base de données européenne d’occupation biophysique des sols Corine Land Cover (CLC), est marquée par l'importance des territoires agricoles (99,8 % en 2018), une proportion identique à celle de 1990 (99,8 %). La répartition détaillée en 2018 est la suivante : 
terres arables (84,9 %), prairies (11,1 %), zones agricoles hétérogènes (3,8 %), forêts (0,2 %). L'évolution de l’occupation des sols de la commune et de ses infrastructures peut être observée sur les différentes représentations cartographiques du territoire : la carte de Cassini (XVIIIe siècle), la carte d'état-major (1820-1866) et les cartes ou photos aériennes de l'IGN pour la période actuelle (1950 à aujourd'hui).

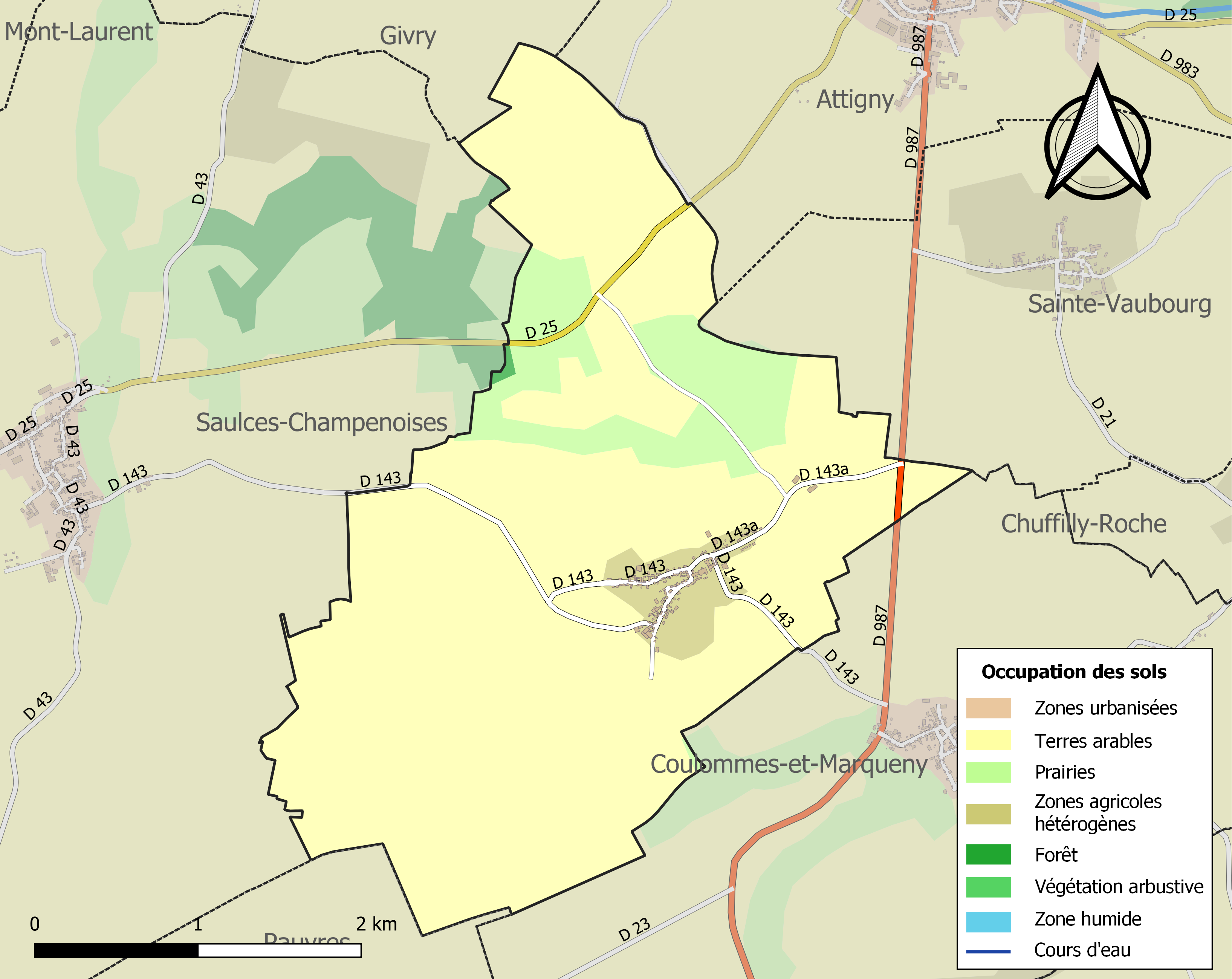
Carte des infrastructures et de l'occupation des sols de la commune en 2018 (CLC).

## Toponymie
Le nom de la localité est attesté sous la forme Valles entre 1256 et 1270.

Pluriel de l'oïl vaus « vallées ». 
La Champagne-Ardenne qui jusqu’en 1973, s’appelait « Champagne ». est une ancienne région administrative du Nord-Est de la France (1956-1982), ayant existé ensuite comme collectivité territoriale de 1982 à 2015 ; elle a fusionné le 1er janvier 2016 avec l'Alsace et la Lorraine pour former la nouvelle région Grand Est.

## Politique et administration
| Période                                  | Période                   | Identité                                     | Étiquette | Qualité |
| ---------------------------------------- | ------------------------- | -------------------------------------------- | --------- | ------- |
| avant 1875                               | après 1876                | Aubry                                        |           |         |
| 1879                                     |                           | Fredericq                                    |           |         |
| mars 2001                                | mars 2014                 | René Posteaux                                |           |         |
| mars 2014                                | En cours (au 25 mai 2020) | Pascal Détrez Réélu pour le mandat 2020-2026 |           | Employé |
| Les données manquantes sont à compléter. |                           |                                              |           |         |

## Démographie
L'évolution du nombre d'habitants est connue à travers les recensements de la population effectués dans la commune depuis 1793. Pour les communes de moins de 10 000 habitants, une enquête de recensement portant sur toute la population est réalisée tous les cinq ans, les populations de référence des années intermédiaires étant quant à elles estimées par interpolation ou extrapolation. Pour la commune, le premier recensement exhaustif entrant dans le cadre du nouveau dispositif a été réalisé en 2007.

En 2022, la commune comptait 141 habitants, en évolution de +8,46 % par rapport à 2016 (Ardennes : −2,97 %, France hors Mayotte : +2,11 %).
| 1793 | 1800 | 1806 | 1821 | 1831 | 1836 | 1841 | 1846 | 1851 |
| ---- | ---- | ---- | ---- | ---- | ---- | ---- | ---- | ---- |
| 330  | 329  | 340  | 318  | 322  | 317  | 323  | 320  | 338  |

| 1866 | 1872 | 1876 | 1881 | 1886 | 1891 | 1896 | 1901 | 1906 |
| ---- | ---- | ---- | ---- | ---- | ---- | ---- | ---- | ---- |
| 306  | 305  | 307  | 286  | 283  | 258  | 238  | 217  | 238  |

| 1911 | 1921 | 1926 | 1931 | 1936 | 1946 | 1954 | 1962 | 1968 |
| ---- | ---- | ---- | ---- | ---- | ---- | ---- | ---- | ---- |
| 232  | 207  | 200  | 205  | 199  | 184  | 186  | 199  | 151  |

| 1975 | 1982 | 1990 | 1999 | 2006 | 2007 | 2012 | 2017 | 2022 |
| ---- | ---- | ---- | ---- | ---- | ---- | ---- | ---- | ---- |
| 132  | 107  | 102  | 90   | 113  | 116  | 131  | 129  | 141  |

## Lieux et monuments
- Église Saint-Remi du XVe siècle et ses fonts baptismaux en pierre bleue de Givet.
- Lavoir en pluvarium.

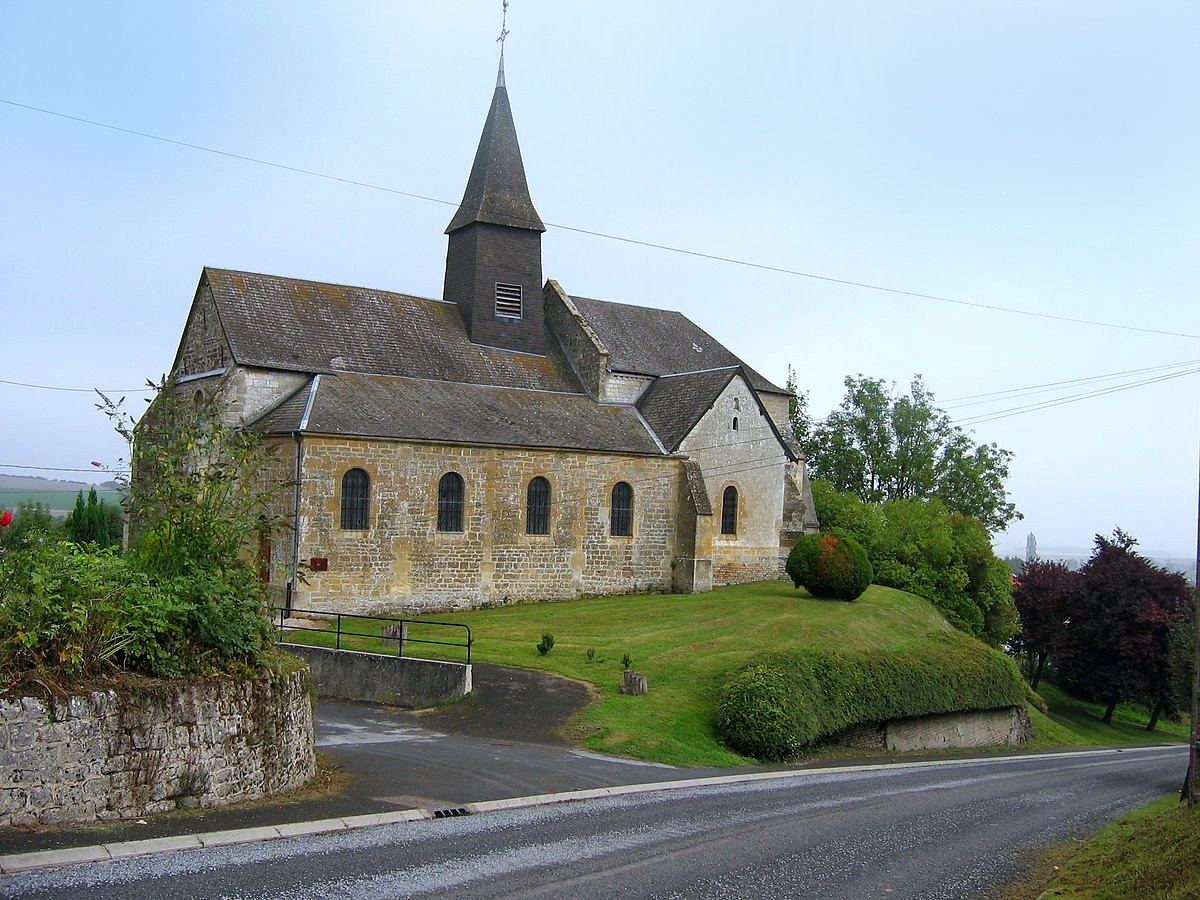
Église Saint-Remy.
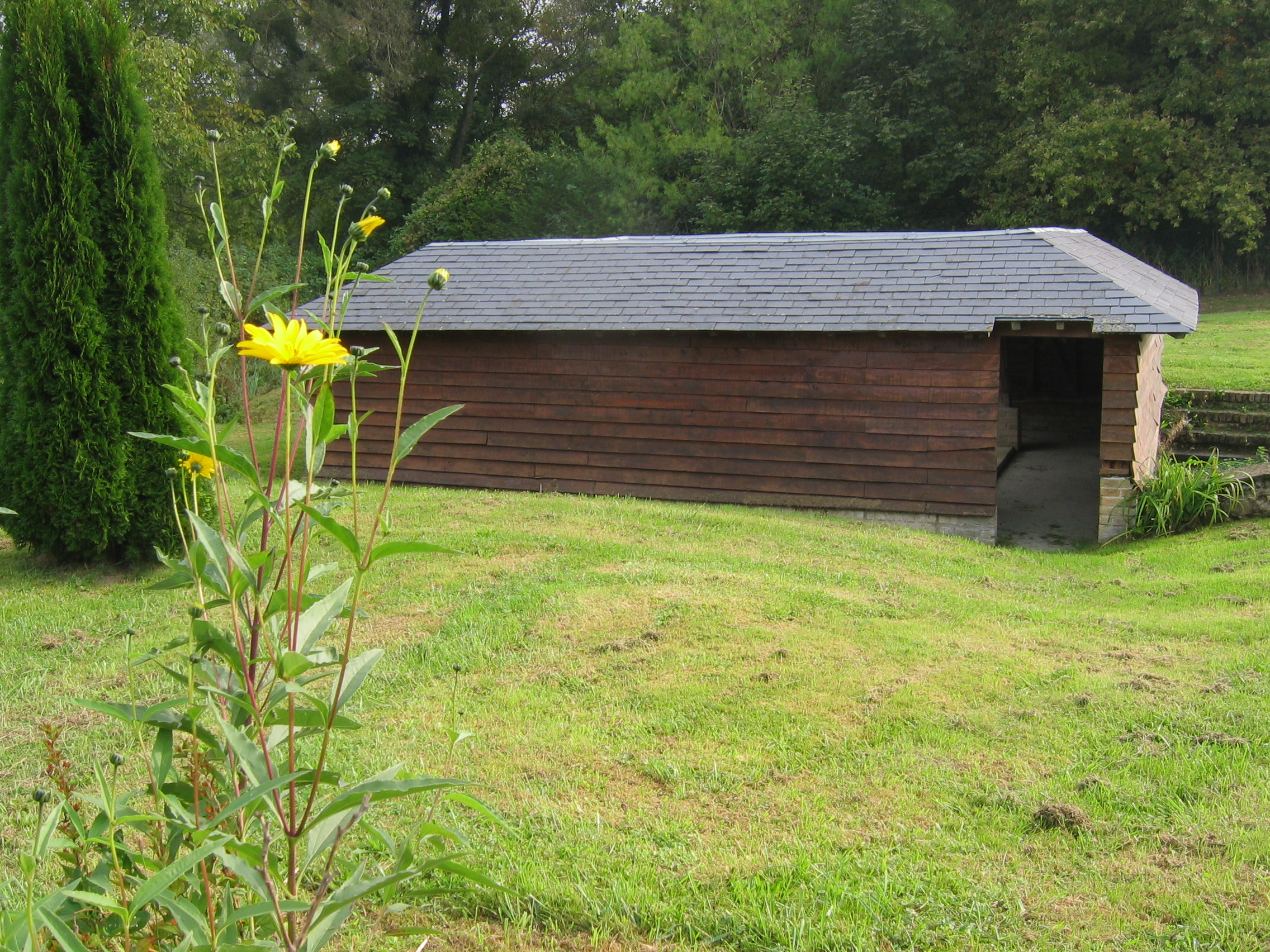
Lavoir.

## Héraldique
| Blason de Vaux-Champagne | Blason  | D’or au chevron renversé de gueules accompagné en chef d’une tête de lion arrachée d’azur, au chef du même chargé de trois annelets d’or. |
| Blason de Vaux-Champagne | Détails | Le statut officiel du blason reste à déterminer.                                                                                          |